# Tarzan the Invincible
Tarzan the Invincible è un romanzo scritto da Edgar Rice Burroughs, il quattordicesimo del Ciclo di Tarzan. Il romanzo è stato originariamente pubblicato a puntate sulla rivista Blue Book dall'ottobre del 1930 all'aprile del 1931 con il titolo di Tarzan, Guard of the Jungle.
È inedito in italiano.

## Trama
Tarzan, la sua amica scimmia Nkima, e il capo Muviro e la sua tribù di fedeli guerrieri Waziri prevengono l'invasione dei comunisti sovietici nella città perduta di Opar. 
Nella storia è anche presentato il leone alleato di Tarzan Jad-Bal-Ja.
Il libro segna l'ultima apparizione di Opar e della figura di La nel Ciclo di Tarzan, nell'eccezione delle storie di Tarzan and the Tarzan Twins (1936), che sono state pubblicate successivamente ma sono cronologicamente collocate precedentemente.

## Adattamento a fumetti
Il libro è stato adattato nella serie a fumetti di Tarzan pubblicata dalla Gold Key Comics nei numeri 182-183, datati febbraio e marzo 1970, per la sceneggiatura di Gaylord DuBois e i disegni di Doug Wildey.

## Copyright
Il copyright per questa storia è scaduto in Australia, e ora e lì di pubblico dominio. Il testo è disponibile attraverso il Progetto Gutenberg.